# Plăcințeni, Vrancea
Plăcințeni este un sat în comuna Boghești din județul Vrancea, Moldova, România. Se află în partea de est a județului,  în Colinele Tutovei.